# 水南村 (章丘区)
水南村,中华人民共和国山东省济南市章丘区水寨镇所辖的一个行政村。总人口1744，其中男性853人，女性891人；农业户口1722人，非农业人口22人；18岁以下人口402人，18-35岁人口415人，35-60岁人口705人，60岁以上人口222人（2006年）。耕地面积183公顷（2006年）。行政区划代码370181106201。